# Companhia Antarctica Paulista
La Compañía Antártica Paulista (en portugués: Companhia Antarctica Paulista) fue un grupo que originalmente produjo cerveza, y más tarde amplió su participación en el campo de las bebidas. Durante años, disputó el liderazgo del mercado de la cerveza con Brahma, hasta que finalmente las empresas se fusionaron, creando la AmBev.

## Historia
Antártica fue fundada en 1885, inicialmente era un matadero de cerdos, propiedad del paulista Joaquim Salles junto con otros socios, que se localizaba en el barrio de Água Branca, en la ciudad de São Paulo.
La compañía tenía una fábrica de hielo con un exceso de capacidad, hasta 50 Ton. de hielo diarios, que despertó el interés del cervecero alemán Louis Bücher, quien ya era dueño de una pequeña fábrica de cerveza desde 1868.
Los dos empresarios se unieron y en 1888 crearon la primera fábrica de cerveza en el país con tecnología de baja fermentación, con una capacidad de producción de 6.000 litros diarios. Antártica publicó su primer anuncio en el diario A Província de São Paulo en marzo de 1889:

Cerveja Antarctica em garrafa e em barril - encontra-se à venda no depósito da fábrica à Rua Boa Vista, 50
Cerveza Antártica en botella y en barril - está a la venta en el almacén de la fábrica de la calle Boa Vista 50

Desde la perspectiva del contexto histórico, Brasil se convirtió de la época colonial a la República en 1889. Esta vez el país comenzó efectivamente su proceso de industrialización. El decreto n.164, del 17 de enero de 1890 reguló y dio nuevas libertades a la existencia de Sociedades Anónimas.
Inicialmente, la compañía no tenía una definición muy clara para las empresas, que operaban en las elaboración de la cerveza y refrescos, así como en la fabricación de manteca de cerdo y jamones, fábrica de hielo y mantenimiento de cámaras frigoríficas para el almacenamiento de los alimentos.
Entre los accionistas estaban el alemán João Carlos Antonio Zerrener y el danés Adam Ditrik Von Bülow, ambos brasileños naturalizados y dueños de la empresa Zerrener, Bülow y Cia. dedicada a la correduría y exportación de café. Ellos importaron equipo de Alemania para modernizar la producción de cerveza y financiar a Antártica.
Bajo la dirección de Zerrenner, Bülow y Cía. la empresa se reorganizó y se centró en la cerveza y los refrescos. Desde luego se recuperó y comenzó a crecer rápidamente., adquiriendo en 1904 una participación de la Cervecería Bavaria en Moóca, que perteneció a Henry Stupakoff y Cía., lugar que en 1920 se convirtió en la sede del Grupo Antártica.
La compañía se expandió rápidamente fundando el 15 de agosto de 1911 la primera sucursal en Ribeirão Preto.
A partir de 1930, Antártica y Brahma comenzaron a eliminar casi todos los competidores compartiendo el liderazgo de la producción de cerveza en Brasil. los famosos pingüinos de la Antártica aparecen en 1935 en la etiqueta, junto con una estrella de oro.
En 1939 se produjo un hecho curioso, cuando Ademar de Barros, interventor federal del Estado Novo de Getúlio Vargas ocupó militarmente la Antártica y apresó a sus directivos, por considerar que la empresa era propiedad de los alemanes, posteriormente, el propio presidente intervino, disculpándose con la empresa por el malentendido.
En 1944 la Fundación Brasileña consiguió incorporar a su patrimonio los bienes dejados por la viuda de Zerrener, que contaba con un 58,74% del capital social. A partir de esta fecha, la empresa volvió a la expansión de la producción importadora maquinaria de la empresa americana Geo. J. Meyer Manufacturing.
En 1961 Antártica compró la cervecera Bohemia, la más antigua de Brasil. En 1972 la Cervecería Polar (Polar Chopp y Cerveza Estrela) y la Cervecería Manaus.
En 1979, la Antártica comienza a exportar a EE. UU., Europa y Asia. Lanza Bavaria en el año 1991 una cerveza premium.

### Joint venture
El 22 de febrero de 1995 se anuncia que Anheuser-Busch y Antarctica acuerdan una comercialización controlada por las dos empresas cerveceras para apoyar las ventas de Budweiser en Brasil. Esta empresa conjunta producirá y distribuirá localmente Budweiser en Brasil.

### Compañía de Bebidas de las Américas
La Antártica en 2000 se fusionó con Brahma, creandoAmBev, convirtiéndose en la quinta mayor cervecera del mundo.

## Organización
El 9 de febrero de 1891 se fundó oficialmente la Companhia Antarctica Paulista como una corporación integrada de 61 accionistas. El decreto n.217 del 15 de mayo de 1891 firmado por el presidente, el mariscal Deodoro da Fonseca autoriza a la Compañía Antártica Paulista a trabajar con los estatutos presentados en la legislación vigente de ese momento.
Con la devaluación monetaria en Brasil de 1893 Antártica se vio obligada a declararse en quiebra rescatándola Zerrenner y Bülow, al intercambiar su crédito por aumento de interés en la compañía, convirtiéndolos así en los accionistas mayoritarios y tomar el control de la Antártica.
En 1923 Adam von Bülow muere dejando 5 hijos como herederos, dos de los cuales venden sus acciones de la compañía a Zerrener convirtiéndolo en accionista mayoritario. El hijo mayor Carl Adolph von Bülow ahora representó a la familia de Von Bülow en la dirección de la empresa.
Zerrener murió en 1933 sin dejar descendencia, en su testamento pidió que sus bienes fueran enviados a Alemania. Su testamento fue anulado y los bienes pasaron a su esposa Helene, quien murió en 1936 sin herederos en Brasil, trasladando los bienes a la Fundación Antonio y Helena Zerrener.
El ejecutor Walter Belian se convierte administrador de Antártica manteniendo un acuerdo de caballeros sobre la gestión de la empresa junto a la familia Bülow, que se rompió en 1942 después de la muerte de Carl Adolph von Bülow. Luego siguió una larga lucha por el control de la empresa, su hermana Andrea von Bülow que tenía acciones de la compañía nombra a su esposo Luis Morgan Snell como presidente del grupo de hasta 1952. Walter Belian murió en 1975.
El 30 de marzo de 2000 el Conselho Administrativo de Defesa Econômica aprueba la fusión de la Antártica y Brahma. Para la aprobación fue necesario vender la marca de cerveza Bavaria, así como de las fábricas de Ribeirão Preto/SP, Vargas(RS), Camaçari/BA, Cuiabá/MT y Manaus/AM que se vendieron a la cervecera canadiense Molson.

## Productos
- Cerveza Antarctica
- Soda Limonada Antarctica
- Guaraná Antarctica
- Cerveza Bohemia

### Productos descontinuados
- Cerveza Bavaria (vendida canadiense Molson).
- Cerveza Paulista
- Cerveza Monopol
- Versandt-Bier
- Excellente
- Tip top

## Parque Antártica
En 1920 la Antártica vendió 150 mil metros cuadrados al Palmeiras a un precio muy bajo a cambio de un contrato perpetuo de venta de productos de la compañía.

## Galería

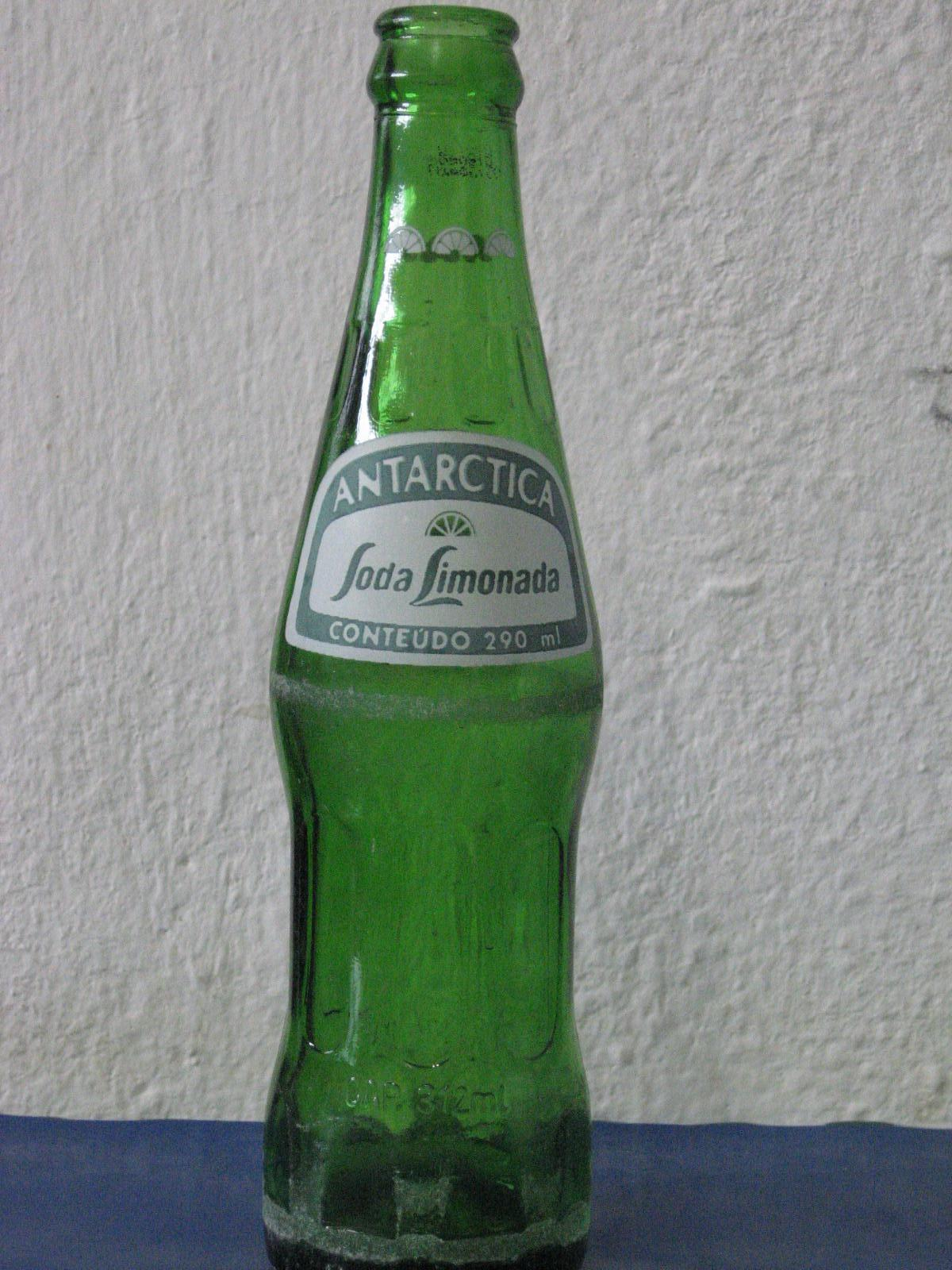
Soda Limonada, la pionera de la empresa de refrescos.